# Önusberget
Önusberget är ett berg i Piteå kommun i södra Norrbotten, 377 meter över havet. Önusberget ligger cirka tre mil väster om Piteå, mellan Åbyälven och Lillpiteälven, strax norr om landsvägen mellan Piteå och Arvidsjaur. Berget är ett populärt utsiktsberg.